# Sloedam

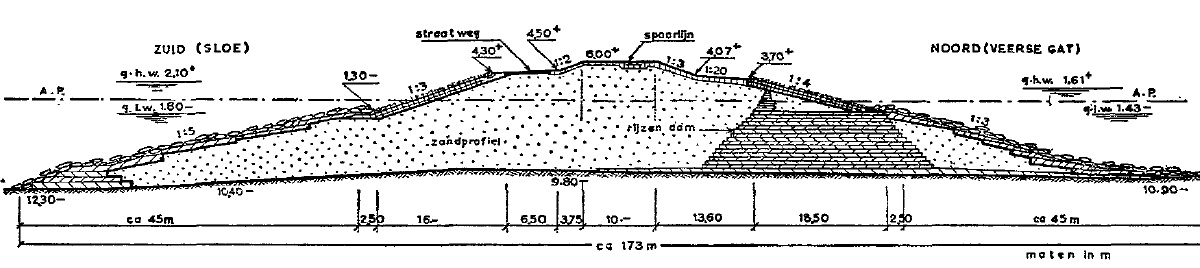
Dwarsprofiel van de Sloedam uit 1871

De Sloedam is een oude dam, die de Zeeuwse eilanden Zuid-Beveland en Walcheren met elkaar verbond ter hoogte van Arnemuiden. Vóór de aanleg van de Sloedam werden deze eilanden gescheiden door het Sloe. 

## Geschiedenis
Napoleon Bonaparte gaf in 1810, na een bezoek aan de Oosterschelde, aan de waterbouwkundige Andries Schraver opdracht een plan te maken voor de afdamming van de Kreekrak en het Sloe. Op 28 januari 1811 werden de plannen door Schraver ingediend, maar door de val van Napoleon kwamen de plannen niet tot uitvoering.
In 1845 verscheen een brochure van de aannemer Dirk Dronkers. De titel luidde: „Eenige beschouwingen over het doelmatige tot het daarstellen van een spoorweg, uit de hoofdstad van Zeeland, door de provinciën Noord-Brabant en Limburg". Dronkers kreeg in maart 1846 toestemming voor de aanleg van de spoorweg. Hiervoor was de aanleg van de Sloedam een belangrijk onderdeel.
Het duurde echter tot 1865 eer alle toestemmingen voor de spoorlijn binnen waren en in 1870 werd het definitieve plan voor de dam in het Sloe vastgesteld. Op 30 oktober 1870 werd het werk aanbesteed. Aannemer G.M. Sigmond uit Werkendam nam de klus aan voor ƒ 1.002.500.
In maart 1871 begonnen de werkzaamheden en negen maanden later was de dam gereed. De geul in het Sloe was ongeveer 335 meter breed met de grootste diepte lag 11 meter onder de waterstand bij eb. Door diverse zinkstukken boven elkaar te leggen, werd het sluitgat geblokkeerd. Al op 14 juni 1871 lag de kruin droog bij laag water en kon men het Sloe lopend oversteken. De dam werd verder verbreed en afgewerkt. Aan de basis was de dam ruim 160 meter breed en op de kruin, bij het spoor, zo'n 10 meter. De helling onder en deels boven water werd afgedekt met glooiingsteen. De dam werd zonder grote problemen aangelegd en Sigmond leverde het werk zelfs zeven maanden eerder op dan afgesproken en kreeg hiervoor een flinke financiële beloning.
Op de dam kwam de spoorweg Vlissingen-Roosendaal (de Zeeuwse lijn). Na de Tweede Wereldoorlog werden de gebieden ten zuiden ingepolderd, als eerste de Quarlespolder. De Sloedam keerde daarna alleen nog water aan de noordzijde. Sinds de sluiting van de Veerse Gatdam en de ingebruikname van de Oosterscheldekering is de Sloedam een slaperdijk.
Ter hoogte van de Sloedam lopen de A58 en de oude provinciale weg parallel aan de spoorlijn. Bij de Sloedam werd in 2007 gewerkt aan de aanleg van de nieuwe Sloelijn in de richting van het haven- en industriegebied Vlissingen-Oost (Sloegebied).

## Tweede Wereldoorlog

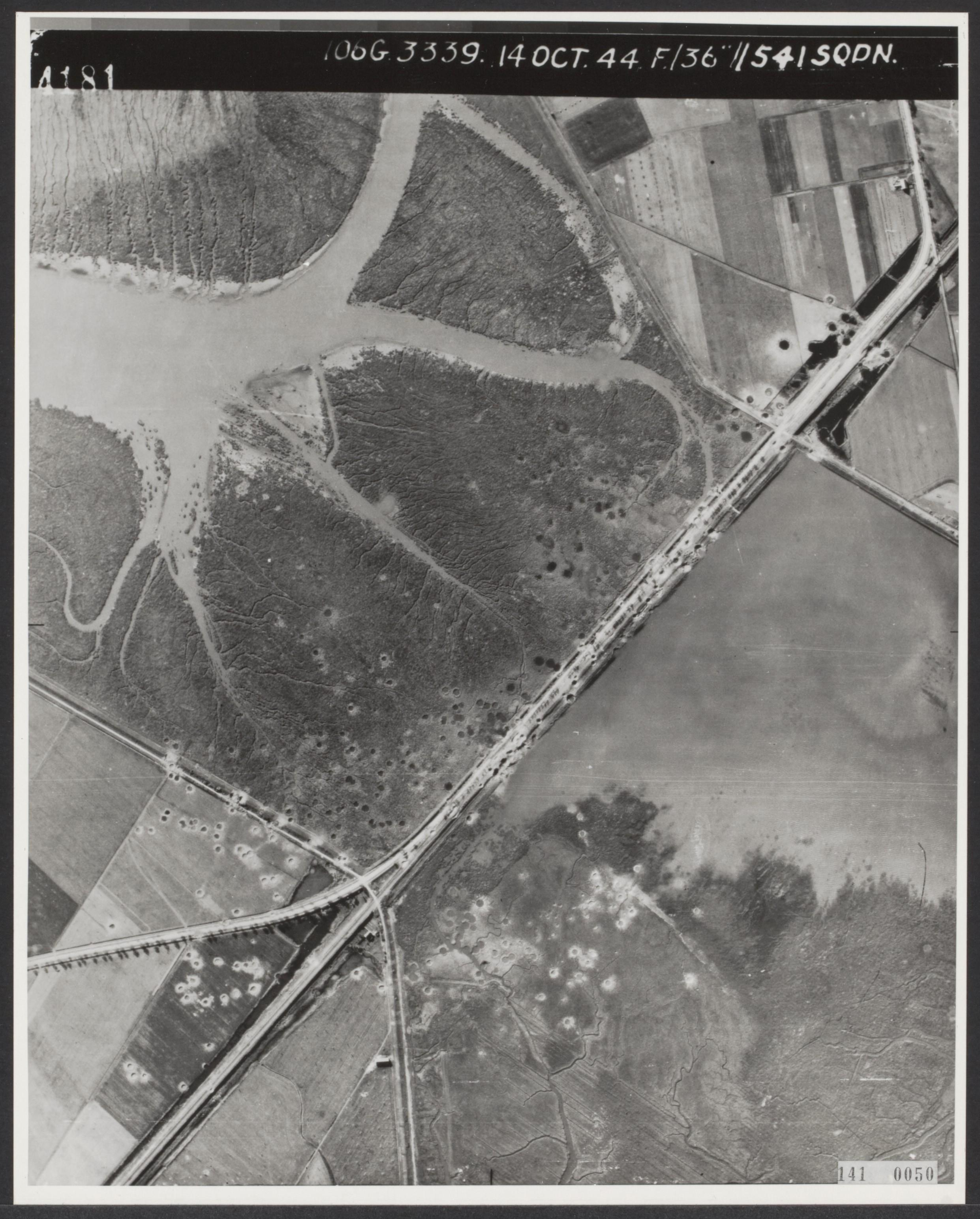
De gebombardeerde Sloedam in 1944

In de Tweede Wereldoorlog vonden gevechten plaats rond de Sloedam. De inzet was de toegang tot de haven van Antwerpen. Zeeuws-Vlaanderen en Zuid-Beveland waren na hevige gevechten veroverd door de Schotten en Canadezen. Op Walcheren zat echter een grote Duitse legermacht die de toegang tot de Westerschelde beheerste. De Sloedam, die toen nog aan weerszijden werd bespoeld door de zee, was de enige toegangsweg over land tot het voormalige eiland.
De Canadezen en Schotten bereikten de dam vanaf Zuid-Beveland. De Duitsers waren goed op hun komst voorbereid. Aan de Walcherse kant hadden zij mortierstellingen ingericht, waarmee ieder punt van de dam onder vuur kon worden genomen. Canadese pogingen om Walcheren te bereiken mislukten dan ook. De eenheden die hier vochten hebben de Sloedam als dodendam in hun annalen staan.
Twee Nederlandse verzetsstrijders van de groep Kloosterman (OD) boden hulp, waaronder Piet Kloosterman zelf. Zij kenden de slikken van het Sloe, die bij laagwater droogvielen, op hun duimpje. Een patrouille onder hun leiding vond en markeerde een droge route naar Walcheren. Na een korte verkenning van de Duitse stellingen keerde de patrouille terug naar Zuid-Beveland. De volgende dag maakte een grotere eenheid de overtocht, eveneens onder leiding van de verzetsmensen. Deze eenheid bereikte de overkant en viel de Duitsers in de rug aan. De mortierstellingen werden veroverd. Direct hierna trok de hoofdmacht via de Sloedam naar Walcheren en vestigde daar een bruggenhoofd. De slag om Walcheren kon beginnen.